# Magistrat miasta Poznania (1919–1939)
Magistrat miasta Poznania (1919–1939) (od 1934: Zarząd Miejski) – polski organ władzy wykonawczo-zarządzającej w gminie miejskiej działający w Poznaniu w okresie 1919–1939.

## Organizacja
Magistrat działał na podstawie ordynacji miejskiej z 1853 oraz przepisów instrukcji dla magistratów miejskich z 25 maja 1835 i rozporządzenia z 12 sierpnia 1897; w 1934 wprowadzony został regulamin pracy.
Członkowie Magistratu dzielili się na płatnych i niepłatnych. Każdy obywatel uprawniony do głosowania mógł zostać powołany na okres co najmniej 3 lat na stanowisko niepłatnego (honorowego) członka Magistratu. Liczba niepłatnych członków była zależna od liczebności miasta; wybierani byli oni przez Radę Miasta na okres 6 lat co 3 lata (tak, aby co 3 lata ustępowała połowa składu). Liczba płatnych członków Magistratu zależna była od potrzeb. Wybierani byli na okres 12 lat. Magistratem kierował prezydent miasta jako przewodniczący; wyznaczał terminy obrad i kierował ich przebiegiem. Miał również głos znaczący w przypadku równości głosów w głosowaniu.
Magistrat nie był organem kadencyjnym, funkcjonował stale i bez przerw.
Stanowiska w Magistracie nie można było łączyć ze stanowiskiem urzędnika lub funkcjonariusza sprawującego nadzór nad gminą, radnego lub innego niższego urzędnika miejskiego, miejskiego poborcy podatkowego (w miastach powyżej 10 000 mieszkańców), urzędnika prokuratury lub wykonawczego urzędnika policyjnego. Przepisy zapobiegały także nepotyzmowi.
Wyboru na stanowisko płatnego członka Magistratu dokonywano w wypadku opróżnienia stanowiska lub ukończenia okresu urzędowania. Rada Miasta rozpisywała konkurs na wolne stanowisko. Kandydat na radcę miał mieć nieposzlakowaną opinię, wiek do 45 lat, odpowiednie wykształcenie. Kandydatury rozpatrywała specjalnie wyznaczona komisja Rady Miasta, następnie były one poddawane głosowaniu (przy większej liczbie członków w kilku turach). Władze państwowe zatwierdzały ostatecznie radców.
Magistrat obradował zazwyczaj dzień przed obradami Rady Miasta w Ratuszu w złotej sali. Kworum wynosiło 1/3 statutowej liczby członków. Przedstawiciele Magistratu uczestniczyli w charakterze doradców w posiedzeniach plenarnych i posiedzeniach komisji Rady Miasta (votum consultativum).
Rok sprawozdawczy Magistratu zaczynał się 1 kwietnia i trwał do 31 marca kolejnego roku. Od roku sprawozdawczego 1929/1930 sprawozdania publikowane były w corocznym Sprawozdaniu Zarządu Stołecznego Miasta Poznania. Posiedzenia Magistratu do 1931 nie posiadały szczegółowej dokumentacji przebiegu; zazwyczaj zapisywano jedynie teksty podjętych uchwał.

### Deputacje
Deputacje administracyjne były organami doradczymi Magistratu. Na zlecenie Magistratu administrowały różnymi działami administracji miejskiej i nadzorowały pracę urzędników. W skład deputacji mogli wejść członkowie Magistratu, Rady Miejskiej oraz obywatele powołani przez Magistrat.
Przy Magistracie działały m.in.: Deputacja Szkolna, Deputacja Ubogich, Deputacja Szpitala Miejskiego, Deputacja Budownictwa Naziemnego, Deputacja Budownictwa Podziemnego, Deputacja Parków i Ogrodów Miejskich, Deputacja Realności Miejskich, Deputacja Teatrów Miejskich, Deputacja Długów i Majątku Miejskiego, Deputacja Zakładów Siły, Światła i Wodociągów, Deputacja Rzeźni i Targowiska Zwierzęcego, Deputacja Miejskiej Kasy Oszczędności, Deputacja Straży Pożarnej, Deputacja Lombardu Miejskiego, Deputacja Miejskiego Urzędu Targu Poznańskiego, Deputacja Spalarni śmieci, Deputacja Majątku Naramowice, Deputacja Przeładowni Miejskiej, Deputacja Taboru Miejskiego i Oczyszczania Ulic.

### Wydział Miejski
Wydział Miejski był organem władzy administracyjnej I instancji oraz pełnił funkcję sądu administracyjnego I instancji na terenie powiatu miejskiego Poznań. W jego skład wchodziło 4 członków Magistratu oraz przewodniczący – prezydent miasta.

### Miejski urząd Policyjny (1925-1932)
Miejski urząd Policyjny (MUP) powstał w 1925 w wyniku zniesienia Starostwa Grodzkiego w Poznaniu. Do 1930 nadzór nad nim sprawował Urząd Wojewódzki (dyrektorem Urzędu był członek Magistratu – Adam Mizgalski, lecz nie podlegał on decyzjom prezydenta miasta w zakresie pracy w Urzędzie). Od 1930 uprawnienia dyrektora Urzędu otrzymał prezydent Poznania Cyryl Ratajski. W 1932 przywrócono Starostwo Grodzkie w Poznaniu.

### Sekretariat prezydialny (1928-1931)
Powstał 1 października 1928. Załatwiał sprawy związane ze stanowiskiem prezydenta miasta Poznania jako przedstawiciela rządu na miasto Poznań, sprawy związane z funkcją prezydenta jako szefa administracji ogólnej i komunalnej, osobiste sprawy prezydenta oraz sprawy zlecona przez niego, sprawy dyscyplinarne (w zakresie wstępnych dochodzeń). Został zniesiony w roku sprawozdawczym 1930/1931.

### Inspektorat administracji miejskiej (1931-)
Powołany w listopadzie 1931. Służył prezydentowi miasta do sprawowania kontroli nad poszczególnymi wydziałami administracji miejskiej oraz przedsiębiorstwami miejskimi.

### Wydział Administracji Ogólnej I instancji (1932-)
Wydział został powołany w związku ze zmianą prawa w 1932. Przejął zakres uprawnień prezydenta miasta jako władzy powiatowej administracji ogólnej w Poznaniu.

#### Sekretariat osobisty prezydenta (1934-)
Utworzony przy Administracji Ogólnej w październiku 1934. Do jego zadań należało: załatwianie korespondencji przychodzącej, przyjęcia interesantów i kontakt z urzędnikami innych wydziałów oraz inne sprawy zlecone przez prezydenta. Od 1 stycznia 1936 sekretariat załatwiał sprawy związane z reprezentacją miasta na uroczystościach, zbiórkach, itp. Sekretariat układał porządek zajęć oficjalnych i reprezentacyjnych dla prezydenta.

## Zadania i uprawnienia
Magistrat inicjował, zatwierdzał i wykonywał uchwały Rady Miasta. Bezpośrednio zarządzał zakładami i instytucjami gminnymi, administrował sprawami gminy oraz jej finansami. Reprezentował gminę na zewnątrz: przed sądami, instytucjami i obywatelami.
Miał prawo proponować kandydatów do przyznania honorowego obywatelstwa miasta; kandydatury zatwierdzała Rada Miasta. Za zgodą Rady Miasta, miał prawo przyznania obywatelstwa miejskiego (swojszczyzny) obywatelom nie spełniającym wszystkich formalnych warunków.

## Działalność

### 1919
Przemianowanie ulicy St. Paulikirchstrasse na ul. św. Pawła (obecnie ul. Fredry) z inicjatywy Magistratu mimo sprzeciwu Rady Miasta, by nazwać ją ul. Franciszka Ratajczaka.

### 1931
7 lipca 1931 Magistrat zadecydował o zamknięciu opery z dniem 1 września 1931; decyzję tę zatwierdziła Rada Miasta dzień później.

### 1937
Ze względu na rozwiązanie Rady Miasta 25 stycznia 1937 i dwukrotne odraczanie wyborów 23 lipca 1937 oraz 22 stycznia 1938 w tym okresie funkcję Rady Miasta pełnił Magistrat. Odbył on 51 posiedzeń.

### 1939
3 września 1939 przewodniczący Zarządu Miejskiego Tadeusz Ruge wyjechał z Poznania, następnego dnia miasto opuściła reszta członków Magistratu. 5 września zarząd nad miastem przejął Cyryl Ratajski oraz komisaryczny Zarząd Miasta. Po przejęciu władzy przez Niemców 14 września 1939 zaczął funkcjonować okupacyjny Zarząd Miasta.

## Lista członków
| Magistrat                      | Magistrat | Magistrat |
| Lata                           | Płatni członkowie | Niepłatni członkowie |
| ------------------------------ | --- | --- |
| 1923                           | 1. Cyryl Ratajski, prezydent Poznania 2. Mikołaj Kiedacz, wiceprezydent 3. Stanisław Nowicki, radca miejski 4. Władysław Kultys, radca miejski 5. Drozdowicz, radca miejski 6. dr Tadeusz Szulc, radca miejski 7. Kazimierz Ruciński, radca miejski | 1. Frankiewicz, radca miejski 2. Józef Jasiński, radca miejski 3. Berkan, radca miejski 4. Wlekliński, radca miejski 5. Jan Cynka, radca miejski 6. Jan Słomiński, radca miejski 7. Władysław Kontrowicz, radca miejski 8. Piechowski, radca miejski 9. dr Jan Sławski, radca miejski 10. Stanisław Robiński, radca miejski 11. Glabisz, radca miejski 12. Adam Kłos, radca miejski 13. dr Zygmunt Głowacki, radca miejski |
| 1929–1930                      | 1. Cyryl Ratajski, prezydent Poznania 2. Mikołaj Kiedacz, wiceprezydent 3. Stanisław Nowicki, radca miejski 4. Stanisław Podolka, radca miejski 5. Kazimierz Ruciński, radca miejski 6. Władysław Kultys, radca miejski 7. dr Tadeusz Szulc, radca miejski 8. Sylwester Pajzderski, radca miejski 9. Adam Mizgalski, radca miejski 10. Stanisław Czasz, radca miejski 11. Tadeusz Ruge, radca miejski                                                                          | 1. Józef Jasiński, radca miejski 2. Jan Cynka, radca miejski 3. Władysław Kontrowicz, radca miejski 4. Julian Piechowski, radca miejski 5. Jan Słomiński, radca miejski 6. dr Jan Sławski, radca miejski 7. Stanisław Robiński, radca miejski 8. dr Zygmunt Głowacki, radca miejski 9. Adam Kłos, radca miejski 10. Stefan Cybichowski, radca miejski 11. dr Lucjan Sokołowski, radca miejski 12. dr Marian Kryzan, radca miejski 13. Maksymilian Pluciński, radca miejski 14. jako członek komisaryczny: Kazimierz Frąckowiak, radca miejski |
| 1930–1931                      | 1. Cyryl Ratajski, prezydent Poznania 2. Mikołaj Kiedacz, wieceprezydent 3. Stanisław Nowicki, radca miejski 4. Stanisław Podolka, radca miejski 5. Kazimierz Ruciński, radca miejski 6. Władysław Kultys, radca miejski 7. dr Tadeusz Szulc, radca miejski 8. Sylwester Pajzderski, radca miejski 9. Adam Mizgalski, radca miejski 10. Stanisław Czasz, radca miejski 11. Tadeusz Ruge, radca miejski                                                                         | 1. Józef Jasiński, radca miejski 2. Jan Cynka, radca miejski 3. Władysław Kontrowicz, radca miejski 4. Julian Piechowski, radca miejski 5. Jan Słomiński, radca miejski 6. dr Jan Sławski, radca miejski 7. dr Zygmunt Głowacki, radca miejski 8. Adam Kłos, radca miejski 9. Stefan Cybichowski, radca miejski 10. dr Marian Kryzan, radca miejski 11. dr Łucjan Sokołowski, radca miejski 12. Maksymilian Pluciński, radca miejski |
| 1931–1932                      | 1. Cyryl Ratajski, prezydent Poznania 2. Mikołaj Kiedacz, wieceprezydent 3. Stanisław Nowicki, radca miejski 4. Stanisław Podolka, radca miejski 5. Kazimierz Ruciński, radca miejski 6. Władysław Kultys, radca miejski 7. dr Tadeusz Szulc, radca miejski 8. Sylwester Pajzderski, radca miejski 9. Adam Mizgalski, radca miejski 10. Stanisław Czasz, radca miejski 11. Tadeusz Ruge, radca miejski 12. Zygmunt Zaleski, od 2 września 1931 w miejsce Stanisława Nowickiego | 1. Józef Jasiński, radca miejski 2. Jan Cynka, radca miejski 3. Władysław Kontrowicz, radca miejski 4. Julian Piechowski, radca miejski 5. Jan Słomiński, radca miejski 6. dr Zygmunt Głowacki, radca miejski 7. Adam Kłos, radca miejski 8. Stefan Cybichowski, radca miejski 9. dr Marian Kryzan, radca miejski 10. dr Łucjan Sokołowski, radca miejski 11. Maksymilian Pluciński, radca miejski 12. jako członek komisaryczny: Kazimierz Frąckowiak, radca miejski                                                                         |
| 1932–1933                      | 1. Cyryl Ratajski, prezydent Poznania 2. Mikołaj Kiedacz, wieceprezydent 3. Władysław Kultys, radca miejski 4. dr Tadeusz Szulc, radca miejski 5. Stanisław Czasz, radca miejski 6. Tadeusz Ruge, radca miejski 7. Zygmunt Zaleski, radca miejski | 1. Jan Cynka, radca miejski 2. Władysław Kontrowicz, radca miejski 3. dr Zygmunt Głowacki, radca miejski 4. Adam Kłos, radca miejski 5. dr Marian Kryzan, radca miejski 6. dr Łucjan Sokołowski, radca miejski 7. Maksymilian Pluciński, radca miejski |
| 1933–9 marca 1934              | 1. Cyryl Ratajski, prezydent Poznania 2. dr Tadeusz Szulc, radca miejski 3. Stanisław Czasz, radca miejski 4. Tadeusz Ruge, radca miejski 5. Zygmunt Zaleski, radca miejski | 1. Jan Cynka, radca miejski 2. Władysław Kontrowicz, radca miejski 3. dr Zygmunt Głowacki, radca miejski 4. Adam Kłos, radca miejski 5. dr Marian Kryzan, radca miejski 6. dr Łucjan Sokołowski, radca miejski 7. Maksymilian Pluciński, radca miejski |
| Zarząd Miejski od 9 marca 1934 | | |
| 9 marca 1934–1934              | 1. Cyryl Ratajski, prezydent Poznania 2. dr Tadeusz Szulc, radca miejski 3. Stanisław Czasz, radca miejski 4. Tadeusz Ruge, radca miejski 5. Zygmunt Zaleski, radca miejski | 1. dr Władysław Dalbor, ławnik 2. Stefan Kałamajski, ławnik 3. dr Zenon Kosidowski, ławnik 4. mgr Zdzisław Marchwicki, ławnik 5. dr Stefan Piotrowski, ławnik 6. inż. Jan Skotarek, ławnik 7. dr Łucjan Sokołowski, ławnik |
| 1934–1935                      | 1. Cyryl Ratajski, prezydent Poznania 2. Erwin Więckowski, tymczasowy prezydent 3. dr Tadeusz Szulc, radca miejski 4. Stanisław Czasz, radca miejski 5. Tadeusz Ruge, radca miejski 6. Zygmunt Zaleski, radca miejski | 1. dr Władysław Dalbor, ławnik 2. Stefan Kałamajski, ławnik 3. dr Zenon Kosidowski, ławnik 4. mgr Zdzisław Marchwicki, ławnik 5. dr Stefan Piotrowski, ławnik 6. inż. Jan Skotarek, ławnik 7. dr Łucjan Sokołowski, ławnik |
| 1935–1936                      | 1. Erwin Więckowski, tymczasowy prezydent 2. Tadeusz Ruge, tymczasowy wiceprezydent 3. dr Tadeusz Szulc, radca miejski 4. Stanisław Czasz, radca miejski 5. Zygmunt Zaleski, radca miejski | 1. dr Władysław Dalbor, ławnik 2. Stefan Kałamajski, ławnik 3. dr Zenon Kosidowski, ławnik 4. mgr Zdzisław Marchwicki, ławnik 5. dr Stefan Piotrowski, ławnik 6. inż. Jan Skotarek, ławnik 7. dr Łucjan Sokołowski, ławnik |
| 1936–1937                      | 1. Erwin Więckowski, tymczasowy prezydent 2. Tadeusz Ruge, tymczasowy wiceprezydent 3. Stanisław Czasz, radca miejski 4. Zygmunt Zaleski, radca miejski | 1. dr Władysław Dalbor, ławnik 2. dr Zenon Kosidowski, ławnik 3. mgr Zdzisław Marchwicki, ławnik 4. dr Stefan Piotrowski, ławnik 5. inż. Jan Skotarek, ławnik |
| 1937–1938                      | 1. Tadeusz Ruge, tymczasowy prezydent 2. Zygmunt Zaleski, tymczasowy wiceprezydent 3. Stanisław Czasz, radca miejski | 1. dr Władysław Dalbor, ławnik 2. dr Zenon Kosidowski, ławnik 3. mgr Zdzisław Marchwicki, ławnik 4. dr Stefan Piotrowski, ławnik 5. inż. Jan Skotarek, ławnik |
| 1938–3/4 września 1939         | 1. Tadeusz Ruge, tymczasowy prezydent | |
| 5–14 września 1939             | 1. Cyryl Ratajski, komisaryczny prezydent | |